# Aliaga
Ne doit pas être confondu avec Aliağa.
Pour les articles homonymes, voir Aliaga (homonymie).

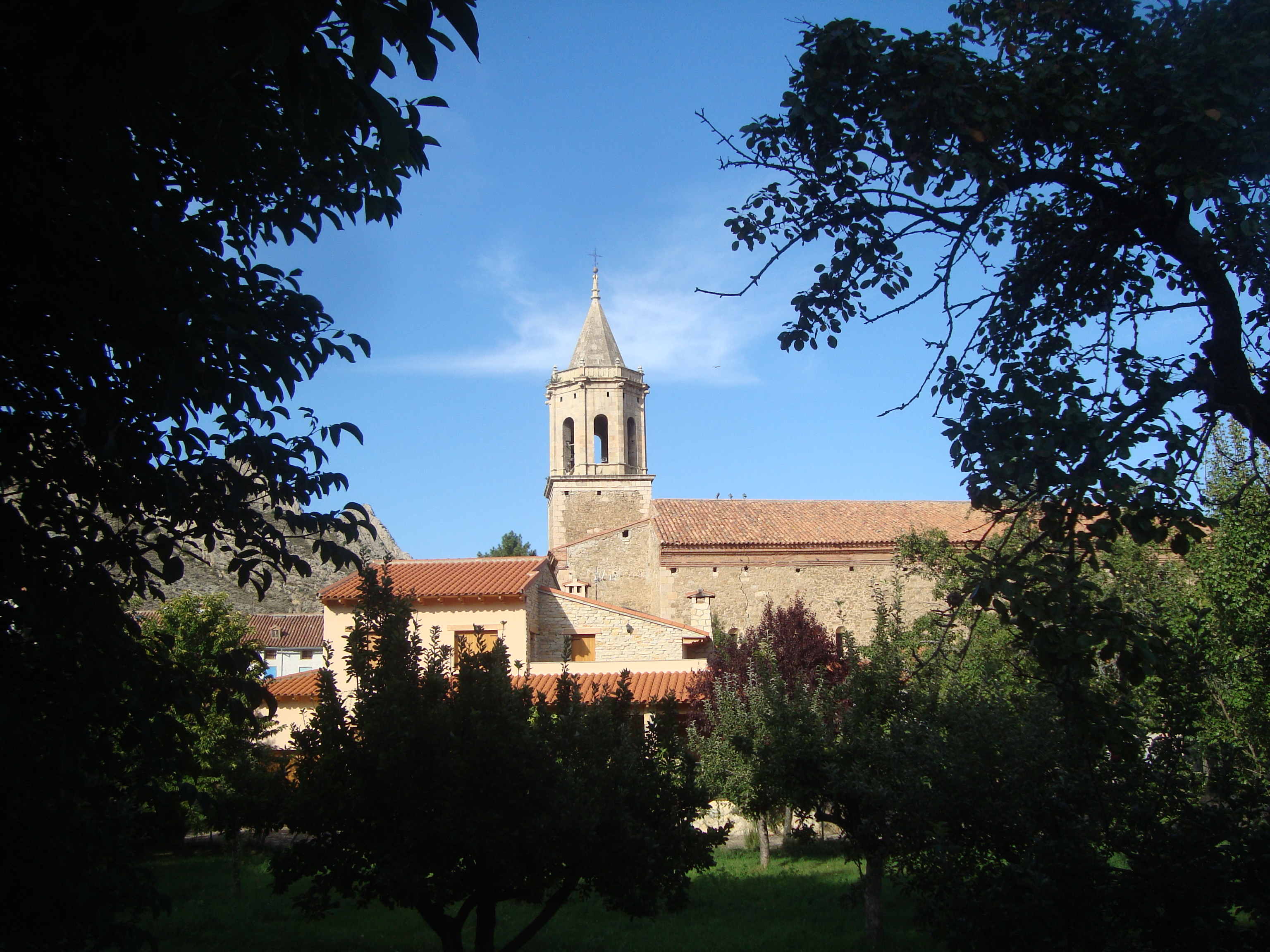
Aliaga (Teruel)

Aliaga est une commune d’Espagne, dans la comarque de Cuencas Mineras, province de Teruel, communauté autonome d'Aragon.

## Liens externes

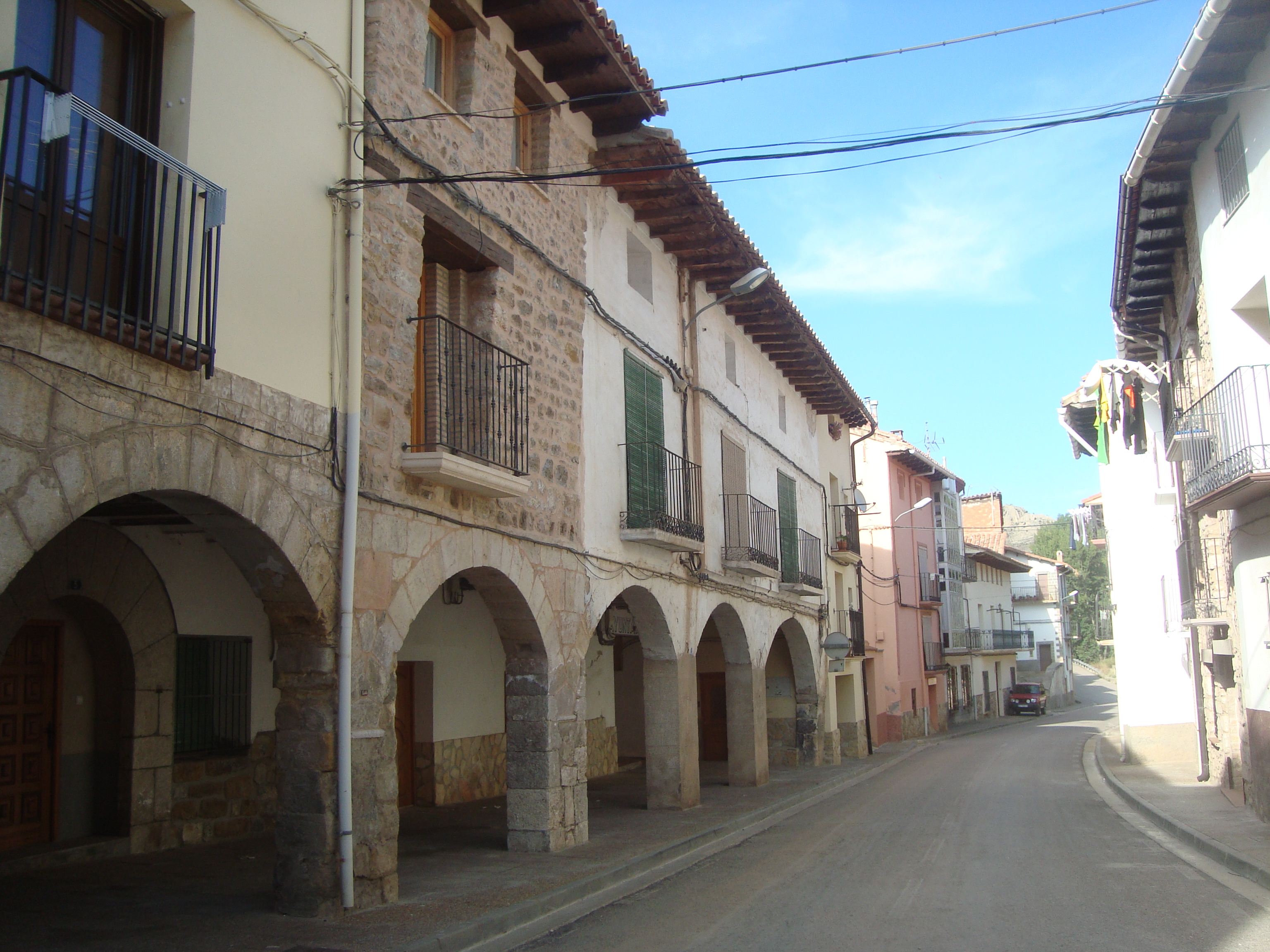
Aliaga (Teruel)

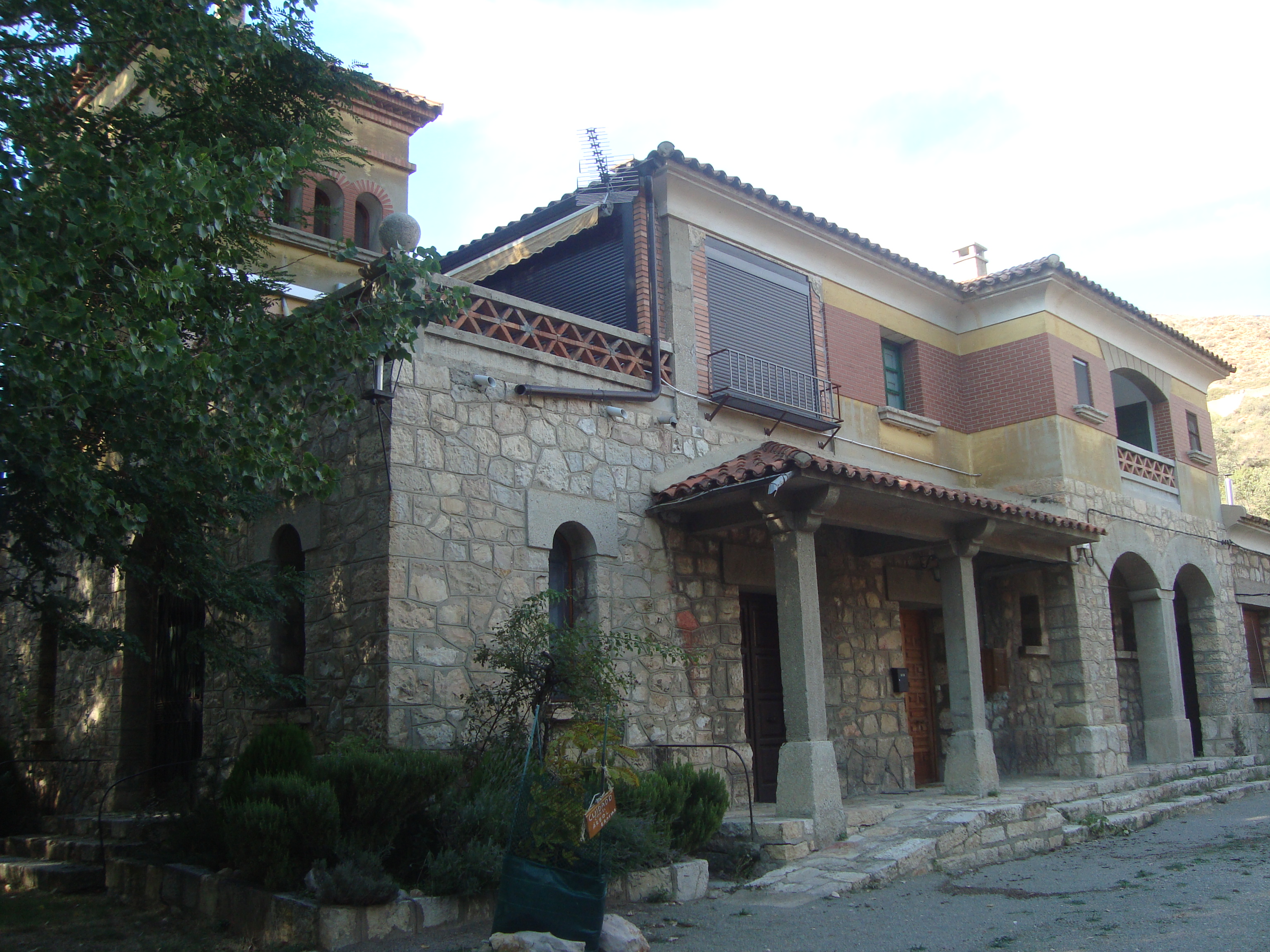
Aldehuela (Aliaga)